# Pseudolepidolina
Pseudolepidolina es un género de foraminífero bentónico considerado un sinónimo posterior de Sumatrina de la subfamilia Sumatrininae, de la familia Neoschwagerinidae, de la superfamilia Fusulinoidea, del suborden Fusulinina y del orden Fusulinida. Su especie tipo es Neoschwagerina (Sumatrina) longissima. Su rango cronoestratigráfico abarca el Lopingiense (Pérmico superior).

## Discusión
Clasificaciones más recientes incluirían Pseudolepidolina en la superfamilia Neoschwagerinoidea, y en la subclase Fusulinana de la clase Fusulinata.

## Clasificación
Pseudolepidolina incluía a la siguiente especie:
- Pseudolepidolina longissima †